# Cao Ly Trung Tuyên Vương
Cao Ly Trung Tuyên Vương (Hangul: 고려 충선왕; chữ Hán: 高麗 忠宣王; 20 tháng 10 năm 1275 – 23 tháng 6 năm 1325, trị vì 2 lần: năm 1298 và 1308 – 1313) là quốc vương thứ 26 của vương triều Cao Ly trên bán đảo Triều Tiên. Ông có húy là Vương Chương (왕장, 王璋) và Vương Nguyên (왕원, 王謜), tên chữ là Trọng Ngang (중앙, 仲昻). Ông cũng được biết đến với tên Mông Cổ là Ích Tri Lễ Phổ Hoa (益知禮普花) do ông ngoại là Hốt Tất Liệt đặt cho.
Ông tinh thông thư pháp và hội họa hơn là việc triều chính, ông thường thích sống tại kinh đô nhà Nguyên là Đại Đô (Bắc Kinh ngày nay) hơn là tại Khai Thành (Kaesong), kinh đô Cao Ly. Ông là con trai thứ hai của Cao Ly Trung Liệt Vương.
Năm 1277, Trung Tuyên Vương được phong làm thái tử; năm sau ông đến Trung Quốc và được ban cho tên Mông Cổ, tuy nhiên cũng có nguồn nói rằng ông có tên Mông Cổ từ khi sinh ra. Năm 1296, ông kết hôn với công chúa nhà Nguyên là Bảo Tháp Thực Liên (寶塔實憐). Tuy nhiên, trước đó ông đã có ba cung phi là con gái của ba quý tộc hùng mạnh.
Mẫu thân của Trung Tuyên Vương qua đời vào năm 1297, và điều này theo sau các cuộc thanh trừng bạo lực khiến cho xuất hiện các cáo buộc rằng bà bị ám sát. Có lẽ buồn bực trước những sự kiện này, Cao Ly Trung Tông đã khẩn cầu đại hãn nhà Nguyên cho thoái vị, và Trung Tuyên Vương lên ngôi vào năm 1298. Tuy nhiên, Trung Tuyên Vương đã phải đối mặt với các mưu đồ giữa phe của vương hậu người Mông Cổ và một vương hậu người Cao Ly của ông, Trung Tuyên Vương trao lại ngai vàng cho phụ thân ngay sau đó.
Sau khi phụ thân qua đời vào năm 1308, Trung Tuyên Vương có nghĩa vụ phải trở lại ngôi báu và nỗ lực cải cách việc triều chính, song ông lại giành nhiều thời gian ở Trung Quốc. Ông thoái ngôi vào năm 1313, và thay thế là Trung Túc Vương. Trung Tuyên Vương một thời gian ngắn sau đã bị đưa đi lưu đày tại Tây Tạng sau cái chết của Nguyên Nhân Tông, nhưng ngay sau đó lại được phép trở về Đại Đô và qua đời tại đây năm 1325, thọ 50 tuổi. Tử cung được đưa về Cao Ly, táng tại Đức lăng (德陵).
Thụy hiệu Trung Tuyên Hiến Hiếu Đại Vương (忠宣憲孝大王). Con thứ của ông kế vị, tức Trung Túc Vương.

## Gia đình
- Cha: Cao Ly Trung Liệt Vương.
- Mẹ: Trang Mục Vương hậu (1259 – 1297).

### Hậu phi
- Vương hậu Bảo Tháp Thực Liên (? – 1315), hiệu Kế Quốc Đại trưởng công chúa (薊國大長公主), chết sớm, có thuyết cho là bị sát hại. Cái chết của bà kéo theo nhiều rắc rối về sau. Bà là chắt của Hốt Tất Liệt và là chị em với Nguyên Thái Định Đế.
- Ý phi Dã Tốc Chân (? – 1316), cũng là người Mông Cổ nhưng không phải hoàng tộc, được cưới trước Bảo Tháp Thực Liên. Bà mất tại Mông Cổ và được đem về Cao Ly chôn cất, táng tại Diên lăng (衍陵).
- Vương Tĩnh phi (왕정비; ? – 1345), con gái của tông thất Tây Nguyên hầu Vương Anh (서원후 왕영), thành thân năm 1289. Trung Mục Vương truy thụy Tĩnh phi (靜妃).
- Thuận Hòa Viện phi (순화원비; ? – 1306), con gái của Hồng Khuê và phu nhân Kim thị, chị của Trung Túc Vương Cung Nguyên Vương hậu.
- Thứ phi họ Triệu, con gái Triệu Nhân Quy (趙仁規), thành thân năm 1292. Bà là người có hiềm khích với Bảo Tháp Thực Liên.
- Hứa Thuận phi (허순비; 1271 – 1335), con gái của Hứa Củng, trước lấy Bình Dương công Vương Huyền (평량공 왕현), sinh được 3 trai 4 gái. Năm 1300, Huyền mất, Hứa thị được nạp làm thiếp cho Thế tử Vương Chương.
- Nhiều thứ phi không rõ.

### Con cái
1. Quảng Lăng quân Vương Giám (광릉군 왕감; ? – 1310), mất sớm, mẹ là Dã Tốc Chân, truy phong Thế tử.
2. Cao Ly Trung Túc Vương (1294 – 1339), mẹ là Dã Tốc Chân.
3. Đức Hưng quân Vương Huệ (덕흥군 왕혜; 1314 – 1367), không rõ mẹ. Có tên Mông Cổ là Tháp Tư Thiếp Mộc Nhi (塔思帖木兒). Can dự triều chính, bị vua Nguyên đày tới Tế Nam, Sơn Đông, Trung Quốc, mất tại đó.
4. Thọ Xuân Ông chúa (수춘옹주; ? – 1345), không rõ mẹ, lấy Định An Phủ viện quân Hứa Tông (정안부원군 허숭).
5. Vương tử không rõ tên.